# تنجداد
تنجداد (به فرانسوی: Tinejdad) یک شهر در مراکش است که در استان رشیدیه واقع شده‌است. تنجداد ۴۳٬۹۹۹ نفر جمعیت دارد.